# Wikipedija na crnogorskom jeziku
Wikipedija na crnogorskom jeziku probno je izdanje slobodne internetske enciklopedije Wikipedije na crnogorskome jeziku. Privremeno ju je pokrenuo 13. prosinca 2017. suradnik StevenJ81 na Wikimedia Incubatoru. Prvu, početnu stranicu izradio je 17. prosinca suradnik Lujki, a prvi članak, »Podgorica«, započeo je 19. prosinca suradnik Katxis, preuzevši sadržaj sa slobodne enciklopedije montenegrowiki.me. Do kraja prosinca 2017., brojila je oko 200 članaka, pretežno s temama o Crnoj Gori. Očekivalo se da će ispitno razdoblje rada u okviru Incubatora biti okončano u 2018. nakon što se enciklopedijski projekt trebao oformiti u nužnim dijelovima.
U svibnju 2025. imala je preko 2000 članaka i dalje je bila u probnom razdoblju.

## Vanjske poveznice
- crnogorska Wikipedia na Wikimedia Incubatoru
- Meta-Wiki: Prijedlozi za nove jezike (WP crnogorski 1, 2, 3, 4 i 5)